# Haikjú!!
A Haikjú!! (ハイキュー!!; Hepburn: Haikyū!!) Furudate Haruicsi ugyanezen néven futó mangájának anime adaptációja. A mangát Haruicsi írja és illusztrálja. A mangasorozat első kiadása 2012. február 20-án a Shueisha könyvkiadó-vállalat publikálása által, a Heti Sónen Jumpban jelent meg. A sorozat angol nyelvű köteteit az Amerikai Egyesült Államokban és Kanadában a Viz Media adja ki.
Az anime első epizódja 2014. április 6-án került műsorra a Production I.G stúdió gondozásában, az oszakai székhelyű MBS csatornán.

## A történet
Az alsó-középiskolás Hinata Sójó nagy álma, hogy kiemelkedő röplabdajátékos legyen. Azonban a fiú középiskolájában érdeklődés hiányában nem alakul röplabda szakkör, ahol tehetségét és ugróképességét fejleszteni tudná. Osztálytársai, akik kosárlabda, illetve futball szakkörre járnak, segítik őt a gyakorlásban. A gyakorlás során barátja egy igen magas feladása után mutatkozik meg kiemelkedő ugróképessége, melynek hatására sikerül meggyőznie a szakkörök tagjait, hogy nevezzenek be az alsó-középiskolás csapatok Mijagi prefektúrai röplabda bajnokságra, a Jukigaoka (雪ヶ丘) középiskola színeiben.
Itt találkozik először a Kitagava Daiicsi (北川 第一) színeiben pályára lépő Kagejama Tobióval. A fiú kiemelkedően precíz feladói képességgel rendelkezik. Sokan úgy emelgetik, mint a "Pálya királya". A két csapat mérkőzése során, amelyet a Jukigaoka csapata elveszít, mutatkozik meg igazán Hinata tehetsége, melyet az alsó-középiskolás éveiben sajátított el, illetve akaratereje, mely a Kitagava Daiicsi tagjaiból hiányzott. Ez az egyik ok, melynek köszönhetően Kagejama Tobio riválisának tekinti Hinatát.
Egy év múlva, miután mindketten elvégezték az alsó-középiskolát, ugyanabba a felső-középiskolába iratkoznak be, ahol egymás csapattársai lesznek. Mindkét fiú célja az, hogy egymást legyőzzék. Ezután azonban a Karaszuno (烏野) röplabda csapat érdekében csapattársként kell egymáshoz viszonyulniuk.
A történet előrehaladtával mindketten belátják, hogy saját álmaikat egymás segítsége nélkül nem képesek megvalósítani. Mindez természetesen nem vet véget a köztük lévő rivalizálásnak.
Az anime visszatekint a Karaszuno történetére is. Valaha a "Kis Óriás" (小さな巨人 – Csiiszana Kjodzsin) idejében, amikor Hinata még általános iskolás lehetett, a Karaszuno képes volt kijutni a Nemzeti Bajnokságra, amit meg is nyertek. E cél szellemében, a Karaszuno szeretné megismételni ezt.

## Médiamegjelenések

### Az animesorozat
A Haikjú!! anime adaptációját a  Production I.G és az MBS készítette el Micunaka Szuszumu rendező közreműködésével. A debütálás óta több japán televíziótársaság, például a BS11 és a Tokyo MX is közvetítette az animét az ázsiai szigetországban.

### A mangasorozat
Furudate Haruicsi mangaka mangájának 2012-es kiadása óta a sorozat japán nyelvű kiadásából mára több, mint 12 millió kötetet adtak el világszerte.  A manga angol nyelvű kiadásának jogait Észak-Amerikában a Viz Media LLC birtokolja. A társaság bejelentette, hogy a manga köteteit 2016-ban angol nyelven elérhetővé kívánja tenni az olvasók számára, melynek újabb fejezeteit Shonen Jump című havi magazinjában publikálja. Műfaját tekintve sónen, így elsősorban a férfi olvasók számára készült. Mint minden sónenben, itt is fontos szerepet játszik a szereplők közötti erős barátság, a bajtársi kitartás, valamint a helytállás.

### Szinkronhangok
| Szereplők                       | Japán szinkronhangok (Szeijúk) |
| ------------------------------- | ------------------------------ |
| Hinata Sójó (日向 翔陽)         | Murasze Ajumu                  |
| Kagejama Tobio (影山 飛雄)      | Isikava Kaito                  |
| Cukisima Kei (月島 蛍)          | Ucsijama Kóki                  |
| Szugavara Kósi (菅原 孝支)      | Irino Miju                     |
| Nisinoja Jú (西谷 夕)           | Okamoto Nobuhiko               |
| Szavamura Daicsi (澤村 大地)    | Hino Szatosi                   |
| Jamagucsi Tadasi (山口 忠)      | Szaitó Szóma                   |
| Azumane Aszahi (東峰 旭)        | Hoszoja Josimasza              |
| Kuroo Tecuró (黒尾 鉄朗)        | Nakamura Júicsi                |
| Tanaka Rjúnoszuke (田中 龍之介) | Hajasi Jú                      |
| Kozume Kenma (孤爪 研磨)        | Kadzsi Júki                    |

### Zenei albumok
A Haikjú első nyitófőcím dala 2014. április 6-án Imagination címmel jelent meg, a Spyair japán rockegyüttes előadásában. A második főcímdal pedig Ah Yeah címmel, a Szukima Switch japán rock-jazz formáció által.  Az első évadhoz két zárófőcímdal is tartozik, melynek előadói a Nico Touches the Walls, illetve a Tacica.
A második évad első nyitófőcíme 2015. október 3-án jelent meg I'm a Believer, szintén a Spyair, míg a zárófőcím  Cilimber címmel, a Galileo Galilei együttes jóvoltából.